# Ramsele
Ramsele (ångermanländska [²rɑ̈mːse̞l], regional rikssvenska [¹ramˑsele̞]) är en tätort i Sollefteå kommun och kyrkbyn i Ramsele socken, belägen vid Faxälven och länsväg 331. 

## Historia
Första beviset på bosättning är Ramsele gamla kyrka från 1200-talet. Lämningar efter såväl sommar- som vinterboplatser och hällmålningar på flera platser tyder på att Ramsele är en mycket gammal kulturbygd.

### Befolkningsutveckling
| Befolkningsutvecklingen i Ramsele 1960–2020 | Befolkningsutvecklingen i Ramsele 1960–2020 | Befolkningsutvecklingen i Ramsele 1960–2020 | Befolkningsutvecklingen i Ramsele 1960–2020 | Befolkningsutvecklingen i Ramsele 1960–2020 |
| ------------------------------------------- | ------------------------------------------- | ------------------------------------------- | ------------------------------------------- | ------------------------------------------- |
|                                             |                                             |                                             |                                             |                                             |
| År                                          |                                             |                                             | Folkmängd                                   | Areal (ha)                                  |
| 1960                                        | 1960                                        |                                             | 1 563                                       |                                             |
| 1965                                        | 1965                                        |                                             | 1 434                                       |                                             |
| 1970                                        | 1970                                        |                                             | 1 383                                       |                                             |
| 1975                                        | 1975                                        |                                             | 1 400                                       |                                             |
| 1980                                        | 1980                                        |                                             | 1 308                                       |                                             |
| 1990                                        | 1990                                        |                                             | 1 226                                       | 196                                         |
| 1995                                        | 1995                                        |                                             | 1 128                                       | 196                                         |
| 2000                                        | 2000                                        |                                             | 1 025                                       | 198                                         |
| 2005                                        | 2005                                        |                                             | 964                                         | 198                                         |
| 2010                                        | 2010                                        |                                             | 968                                         | 197                                         |
| 2015                                        | 2015                                        |                                             | 858                                         | 215                                         |
| 2020                                        | 2020                                        |                                             | 808                                         | 214                                         |
|                                             |                                             |                                             |                                             |                                             |

## Myndigheter
Den statliga myndigheten Riksarkivet har ett kontor här.

## Idrott
Idrottsklubben Ramsele IK grundades 1896, på initiativ av distriktschefen G.F. Färnlöf. I dag ägnar klubben sig åt ishockey, gymnastik och skidåkning. När sedan den lokala fotbollsföreningen (BK80) upplöstes ägnar man sig även åt fotboll.